# Estera Broder
Estera Hadasa Broder z domu Schindler (ur. 20 marca 1900 w Krakowie, zm. 26 listopada 1944 w KL Ravensbrück) – polska nauczycielka pochodzenia żydowskiego, botanik.

## Życiorys
Była córką żydowskiego przedsiębiorcy Efroima Schindlera, właściciela wytwórni bryndzy oraz Małki Lei z domu Gutwürth; miała pięcioro rodzeństwa: trzy siostry i dwóch braci. W latach 1906–1913 uczęszczała do szkoły normalnej i wydziałowej im. Klementyny Tańskiej w Krakowie, następnie w okresie wojny pobierała nauki prywatnie. W 1920 przystąpiła do egzaminu maturalnego w Gimnazjum św. Jacka w Krakowie w trybie eksternistycznym i wkrótce podjęła studia na Wydziale Filozoficznym Uniwersytetu Jagiellońskiego. W kwietniu 1926 złożyła wymagane egzaminy z botaniki i geologii, w czerwcu tegoż roku egzamin z filozofii i wreszcie 2 lipca 1926 uzyskała stopień doktora filozofii w zakresie botaniki na podstawie rozprawy Wpływ czynników zewnętrznych na wzrost przedrośli niektórych gatunków paproci; na dyplomie wpisano jako promotora profesora geologii Władysława Szajnochę, ale faktycznie opiekę nad przygotowywaną pracą sprawował profesor Kazimierz Rouppert, nieobecny w kraju w chwili promocji Schindlerówny (od grudnia 1926, po wyjściu za mąż – Broderowej).
W 1926 przeniosła się do Łodzi, gdzie została nauczycielką biologii i geografii w Gimnazjum Hochsteinowej przy ulicy Wólczańskiej. Odbyła również praktykę pedagogiczną w Gimnazjum Żeńskim Towarzystwa Żydowskich Szkół Średnich w Łodzi przy ulicy Piramowicza w roku szkolnym 1927/1928. Z Gimnazjum Hochsteinowej związana pozostawała do wybuchu II wojny światowej, ciesząc się opinią dobrego pedagoga, oddanego młodzieży i potrafiącego zainteresować wykładanym przedmiotem. W latach 1929–1930 zdała wymagane egzaminy naukowe przed Państwową Komisją Egzaminacyjną w Krakowie dla Kandydatów na Nauczycieli Szkół Średnich w zakresie botaniki z zoologią i geografii z geologią.
Jako naukowiec-botanik specjalizowała się w fizjologii rozwoju; rozprawa doktorska pozostała jej jedyną publikacją naukową (ukazała się w "Sprawozdaniach z Czynności i Posiedzeń Polskiej Akademii Umiejętności", 1925). Wykazała, że zarodniki niektórych gatunków paproci kiełkują zanurzone w pożywkach płynnych, ale rozwój ich zatrzymuje się zwykle na stadium utworu nitkowatego; w pożywkach bezazotowych na zarodnikach rozwijają się plemnie, natomiast wtłoczenie powietrza do pożywek płynnych skutkuje tworzeniem się plech.
W grudniu 1939 Broderowa wraz z rodziną została wysiedlona z Łodzi i powróciła do Krakowa. Uczestniczyła w tajnym nauczaniu. W marcu 1941 trafiła do getta krakowskiego (gdzie kontynuowała działalność nauczycielską), a dwa lata później do obozu koncentracyjnego w Płaszowie. Przeniesiona do obozu koncentracyjnego w Ravensbrück, zginęła tam w listopadzie 1944, najpewniej 26 listopada; wyczerpana nie zdołała tego dnia wyjść do pracy, a inne więźniarki po powrocie nie zastały jej w baraku.
28 grudnia 1926 wzięła ślub cywilny z Ludwikiem Broderem (1901–1983), botanikiem, kolegą ze studiów, po wojnie osiadłym w Izraelu. 15 kwietnia 1927 małżeństwo potwierdzono w Krakowie ceremonią religijną. Broderom urodził się syn Teodor (ur. 15 października 1933 w Łodzi), kompozytor i pianista, w czasie okupacji jako dziecko przemycony poza mury krakowskiego getta, po wojnie również zamieszkały w Izraelu.